# Synaptomys cooperi
Synaptomys cooperi és una espècie de mamífer rosegador de la família dels cricètids. Viu al Canadà i els Estats Units, des del sud de Manitoba fins a Nova Escòcia. S'alimenta principalment de plantes herbàcies. Els seus hàbitats naturals són els herbassars, els boscos mixtos de perennifolis i coníferes, els boscos de pícees i avets i els aiguamolls. És una espècie en risc mínim, és a dir, no sembla que hi hagi cap amenaça significativa per a la seva supervivència.
L'espècie fou anomenada en honor del metge i naturalista estatunidenc James Graham Cooper.